# غلغلک زجرآور

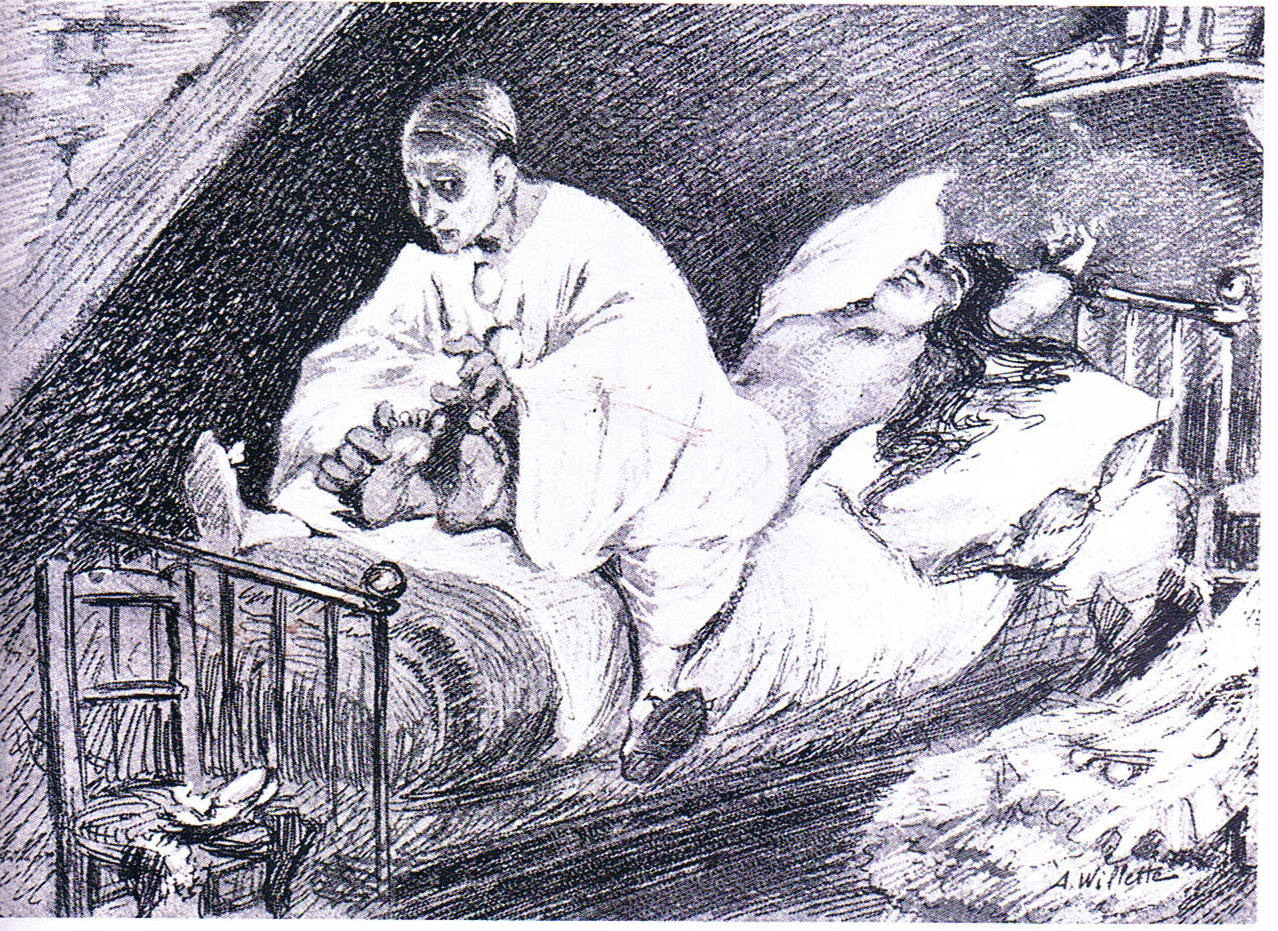
نقاشی غلغلک زجر آور توسط آدولفه ویلِتّه (Adolphe Willette) - خلق شده در سال ۱۸۸۸

غلغلک زجرآور، عملی است که در آن فرد قلقلک‌دهنده اندام حساس یک انسان غلغلکی را برای مدتی طولانی غلغلک می‌دهد. در چنین شرایطی شخصی که مورد شکنجه قرار گرفته با صدای بلند می‌خندد و در بدن خود احساس شکنجه شدیدی می‌کند که طاقت فرساست و در اکثر موارد تحمل آن برای شخص مقدور نیست؛ لذا به اعتراف یا انجام عمل یا تعهدی که از او درخواست شده می‌پردازد. در این روش معمولاً دست و پای شخص بسته شده و قادر به تکان خوردن نیست. در طول تاریخ این روش برای شکنجه کردن افراد زیادی به کار رفته است و گویا امروزه نیز کاربرد دارد.

## داستان غلغلک زجرآور
این عمل موضوع جالبی برای تعدادی از کسانی که اهل فتیش جنسی هستند می‌باشد. در گذشته داستانهایی گفته می‌شد که هدفشان ارزوها و امیال جنسی بود و این عمل یکی از موضوعات ان داستانها بود.

## در تاریخ
در گذشته‌های دور در چین غلغلک زجر اور مجازاتی برای اشراف به‌شمار می‌رفت. چرا که این روش به آن‌ها آسیبی نمی‌زد.
در رم باستان نیز از این عمل برای شکنجه استفاده می‌کردند.
از دیرباز یکی از روش‌های شکنجه در زندان‌ها غلغلک دادن بود که در زندان زنان این عمل بسیار بیشتر بود. به دلیل اینکه زنان بنیه ضعیفتری داشتند و به همین دلیل به اندازه مردان زیر شکنجه‌های اسیب‌رسان قرار نمی‌گرفتند از اینرو معمولاً برای تنبیه بدنی زنان مجرمی که غلغلکی بودند آن‌ها را سخت می‌خنداندند و شکنجه‌شان می‌کردند.
در دارالتادیبها نیز معمولاً از این روش برای تنبیه دختر بچه‌ها و پسر بچه‌هایی استفاده می‌شد که نسبت به غلغلک حساسیت شدید داشتند.

## غلغلک زجرآور رضایتی
در عالم فتیش جنسی غلغلک زجر اور یک عملکرد رضایتی بین شرکای جنسی است.
این روش معمولاً اینگونه‌است که فرد حساس به شریک خود اجازه می‌دهد که نقاط برهنه و غلغلکی بدن او را به شدت غلغلک دهد. اگر چه ممکن است دیگر اعضای بدن شخص نیز حساس باشند اما معمولاً تأکید غلغلک زجر اور بر روی کف پاهای برهنه و زیر بغل‌ها است.
در این روش قربانی برده می‌شود شدیداً می‌خندد و نمی‌تواند خود را از این حالت نجات دهد.برای قلقلک میتوان از شانه،مسواک،پر،گوش پاکن،خودکار،چاقو،قلم،نخ استفاده کرد.

## نمونه‌های عینی غلغلک زجرآور
در کتابی که ورنون ویه در ارتباط با آزار و اذیت توسط خواهر و برادر نگاشته شده‌است اظهار داشته شده‌است که در طی تحقیق در مورد صد و پنجاه انسان بالغی که در کودکی مورد آزار خواهر و برادر خود قرار گرفته‌اند چندین گزارش غلغلک به عنوان نوعی آزار و اذیت فیزیکی به چشم می‌خورد که کودکان آن را تجربه کرده بودند و بر اساس این گزارش‌ها آشکار شد که غلغلک آزار دهنده قادر خواهد بود واکنش‌های فیزیولوژیکی شدید زیان بار در قربانی به وجود آورد مانند استفراغ و از دست دادن هوشیاری.
در یکی از مقاله‌های سال ۱۹۰۳ توصیف شده‌است که یک بیمار بی حرکت که قصد خودکشی در رودخانه هادسون را داشت در بیمارستان ایالتی به منظور ایمنی دست و پایش را بر روی تخت خواب بستند. در حالی که او درمانده دراز کشیده بود انگشتان پاهایش توسط یکی از کارمندان بیمارستان به نام فرانک ای سندرس غلغلک داده شد. سندرس اعتراف کرد که در حالت مستی پاها و دنده‌های بیمار را غلغلک می‌داده‌است. پس از این حادثه وی مجبور به پرداخت جریمه سنگینی شد.
در طول جنگ جهانی دوم سربازان زیادی از کشورهای مختلف به اسارت المانها در می آمدند و به زندان نازی‌ها می‌افتادند. در این میان پرستاران بیشماری که بسیاری از آن‌ها راهبه بودند و به قصد کمک به سربازان و مجروحین خدمت می‌کردند نیز دستگیر می‌شدند. بعضی از زندانیها شاهد بودند که در زندان پرستارها و راهبه‌ها را غلغلک می‌دادند. بسیاری از آن‌ها به سرعت تحریک می‌شدند و بی‌اختیار می‌خندیدند. همیشه دست و پای این اشخاص بسته می‌شد و بعد با پر غاز یا دست کف پاها و زیر بغلهایشان و سایر نقاط حساس را غلغلک می‌دادند. در ابتدا آن‌ها را وادار به سکوت می‌کردند و بعد شدیداً می‌خندیدند و التماس می‌کردند و خود را به بالا و پایین می‌کشیدند. بنا بر شواهد آن‌ها تا سرحد مرگ غلغلک داده می‌شدند به‌طوری‌که از شدت ترس و دلهره و شکنجه همراه با خنده شدید اشک می‌ریختند و گریه می‌کردند. گفته شده بعضی از سربازان نیز به همین شکل سخت شکنجه می‌شدند."
تعداد کمی مقاله دربارهٔ غلغلک زجرآور در روزنامه نیویورک تایمز موجود است که در قرنهای نوزدهم و بیستم رخ داد؛ که قربانیان به میل خود از کف پاهای خود غلغلک می‌شدند. ظاهراً این کار را به منظور سنجیدن اراده خود و همچنین لذت بردن شکنجه گرانشان انجام دادند.
در سال ۱۸۸۷ یک مقاله تحت عنوان انگلستان در دوران کهن بیان کرد که در منطقه تحت قلمرو کشیش زن خاطی و مجرم که زندانی شده بود را از پاهایش زیر یوغ چوبی سنگین ثابت نگاه داشتند در حالی که پسر بچه‌های بازیگوش عمداً کفشهایش را کشیدند و کف پاهای بی دفاع و حساس زن را غلغلک دادند."

## کوچک شماری غلغلک زجرآور
غلغلک زجر اور مخصوصاً اگر رضایتی نباشد هم از نظر جسمی و هم عاطفی بسیار دردناک خواهد بود.
این کار یکی از ناشناخته‌ترین گونه‌های آزار و اذیت فیزیکی است هر چند که عوارضش به چشم نمی‌آید شاید به همین دلیل است که بسیاری ان را سرگرم‌کننده و لذت بخش می‌بینند. غلغلک شدید و آزار دهنده اغلب توسط مشاهده کنندگان شوخی تلقی می‌شود اما عکس العمل قربانی معمولاً با شکایت و التماس یا رفتار تند است.